# Jodihariharapura (Igli), Nanjangud
Jodihariharapura (Igli) là một làng thuộc tehsil Nanjangud, huyện Mysore, bang Karnataka, Ấn Độ.